# Подгоры (Самарская область)
По́дгоры — село в Волжском районе Самарской области в составе сельского поселения Рождествено.

## География
Находится на востоке Самарской Луки на краю поймы Волги напротив Самары на расстоянии примерно 12 километров на север-северо-восток от села Рождествено, центра сельского поселения.

## История
Основано в начале XVII как имение самарского Спасо-Преображенского монастыря. Альтернативное название Ильинское по местной церкви.

## Население
Постоянное население составляло 106 человек (русские 81 %) в 2002 году, 361 в 2010 году.

## Достопримечательности
- Церковь Илии Пророка

Кирпичное здание церкви было построено в 1865 года взамен сгоревшего деревянного. В начале 1930-х годов церковь была закрыта и частично разрушена, здание использовалось в хозяйственных целях. Восстановление храма началось в 1998 году, а в 2003 году была отслужена первая после реставрации Божественная литургия. Сейчас церковь относится к Заволжскому Свято-Ильинскому женскому монастырю, основанному в 2006 году.
- Заволжский монастырь в честь Честного и Животворящего Креста Господня[4][5][6]

- Ледяная (Гнилая) пещера

Отрицательная температура в пещере в окрестностях села сохраняется круглый год.

## Фильмография
- В селе Подгоры происходит действие документального фильма «Пылающее село Подгоры», выпущенного в 2021 году телеканалом «Настоящее время».